# Dernier Recours (série télévisée)
Pour les articles homonymes, voir Dernier Recours.
Dernier Recours (In Justice) est une série télévisée américaine en treize épisodes de 42 minutes, créée par Michelle et Robert King et diffusée entre le 1er janvier 2006 et 1er avril 2006 sur le réseau ABC.
En France, la série a été diffusée à partir du 25 juin 2006 sur TF1 et du 1er novembre 2006 sur TMC.

## Synopsis
Cette série met en scène l'équipe du Projet justice mis en place par l'avocat David Swain pour venir en aide aux personnes condamnées à tort à la suite des dysfonctionnements des systèmes policiers ou judiciaires.

## Distribution
- Jason O'Mara (VF : Pascal Germain) : Charles Conti
- Kyle MacLachlan (VF : Guy Chapellier) : David Swain
- Constance Zimmer (VF : Barbara Delsol) : Brianna
- Marisol Nichols (VF : Claire Guyot) : Sonya Quintano
- Daniel Cosgrove (VF : Damien Boisseau) : Jon Lemonick
- Tim Guinee (VF : Hervé Bellon) : Richard Rocca

## Épisodes
1. Treize ans de malheur (Pilot)
2. Liés par le sang (Brothers and Sisters)
3. Tout pour mon frère (Golden Boy)
4. Aveux sous pression (Confessions)
5. Le Repenti (Another Country)
6. Une part du gâteau (The Ten Percenter)
7. Le Prix de la liberté (Cost of Freedom)
8. Course contre la montre (The Public Burning)
9. Le Poids du souvenir (Victims)
10. Tueur de flic (Badge of Honor)
11. Les Inséparables (Lovers)
12. Le 3e Délit (Side Man)
13. Frontière clandestine (Crossing the Line)